# Пеналбер, Виктор
Виктор Пеналбер (род. 22 мая 1990, Рио-де-Жанейро) — бразильский дзюдоист, чемпион и призёр Панамериканских чемпионатов, призёр чемпионата мира, чемпион мира среди военнослужащих.

## Карьера
Родился 22 мая 1990 года в Рио-де-Жанейро. Выступает в полусредней весовой категории (до 81 кг). Бронзовый призёр чемпионата мира среди юниоров 2008 года. Победитель первенства Бразилии среди молодёжи 2012 года. Победитель (2008, 2013—2015) и бронзовый призёр (2016) Панамериканских чемпионатов. Бронзовый призёр летней Универсиады 2011 года в Шэньчжэне. Чемпион мира среди военнослужащих 2013 года в Астане. Бронзовый призёр Панамериканских игр 2015 года в Торонто. Победитель и призёр многих престижных международных турниров. Бронзовый призёр чемпионата мира 2015 года в Астане.
На летних Олимпийских играх 2016 года в Рио-де-Жанейро в 1/16 финала победил мозамбикца Марлона Акасиу. В следующем туре Пеналбер проиграл представителю ОАЭ Серджу Тома и выбыл из дальнейшей борьбы, заняв итоговое 9-е место.

## Личная жизнь
Борец Джулия Пеналбер (род. 1992) — его младшая сестра. Она также ранее занималась дзюдо, прежде чем перейти в вольную борьбу.